# Larrau
Larrau ist eine französische Gemeinde mit 185 Einwohnern (Stand 1. Januar 2022) im Département Pyrénées-Atlantiques in der Region Nouvelle-Aquitaine (vor 2016: Aquitanien). Die Gemeinde gehört zum Arrondissement Oloron-Sainte-Marie und zum Kanton Montagne Basque (bis 2015: Kanton Tardets-Sorholus).
Der Name in der baskischen Sprache lautet Larraine. Die Einwohner werden entsprechend Larraintar genannt.

## Geographie
Larrau liegt ca. 45 km südwestlich von Oloron-Sainte-Marie in der Region Hoch-Soule der historischen Provinz Soule im französischen Teil des Baskenlands an der Grenze zur Autonomen Gemeinschaft Navarra im Norden Spaniens.
Die höchste Erhebung im Gebiet der Gemeinde ist der Orhi (2017 m).
Das Gemeindegebiet liegt mit seinem Forêt d’Iraty mit seiner außergewöhnlichen Fauna und Flora im größten Buchenwald Europas, der eine grenzüberschreitende Ausdehnung von rund 17.000 Hektar besitzt, wobei der größte Teil in Spanien liegt.
Umgeben wird Larrau von den Nachbargemeinden:
| Mendive    | Alçay-Alçabéhéty-Sunharette Lacarry-Arhan-Charritte-de-Haut | Etchebar Licq-Athérey |
| Lecumberry | Kompassrose, die auf Nachbargemeinden zeigt                 | Sainte-Engrâce        |
|            | Ochagavía (Spanien)                                         |                       |

Larrau liegt größtenteils im Einzugsgebiet des Flusses Adour.
Der Saison, ein Nebenfluss des Gave d’Oloron, entspringt mit seinem Quellfluss Gave de Larrau auf dem Gebiet der Gemeinde und strömt zusammen mit seinen Zuflüssen durch Larrau:
- Ruisseau de Guerrendoy,
- Harbelzetako Erreka,
- Ruisseau d’Odeyzakia (auch Erreka Handia genannt) mit seinen Nebenflüssen
  - Erreka Gorria,
  - Ruisseau d’Orgambidesca,
  - Chahalitzéko Erreka und
  - Orpunéko Erréka (auch Thartako Erreka genannt) mit seinem Nebenfluss
    - Alupignako Erreka mit seinem Nebenfluss
      - Chistouko Erreka mit seinem Nebenfluss Harléguiko Erreka,
- Ruisseau de Mendiondo mit seinen Nebenflüssen
  - Ruisseau de Ichtilodi und
  - Borda Erréka (auch Ruisseau d’Erroymendi genannt) mit seinem Nebenfluss
    - Lapitzéko Erreka,
- Larrandako Erreka,
- Bidézarréko Erreka,
- Ourdanolhako Erreka,
- Hourhandiko Erreka,
- Haritzhandiko Erreka,
- Sorrétéguiko Erreka,
- Oronitzéko Erreka (auch Sarrantolatzéko Erreka genannt),
- Olhadoko Erreka mit seinen Nebenflüssen
  - Harluthouako Erreka,
  - Bagossudurréko Erreka,
  - Ruisseau de Betzula,
  - Ardanéko Erreka mit seinem Nebenfluss Ruisseau de Pista und
  - Ruisseau d’Olhadubi (auch Ruisseau d’Ihitsaga genannt) mit seinen Nebenflüssen
    - Ruisseau de Sakia,
    - Ruisseau d’Iguéloua,
    - Ruisseau Iletta,
    - Ruisseau Izeychabala mit seinem Nebenfluss Oliozayéko Erreka und
    - Ruisseau d’Abarrakia

  - Ardakhotchiko Erreka mit seinem Nebenfluss Aydako Erreka
- Ruisseau de Guéla
- Ruisseau Etchélu mit seinen Nebenflüssen
  - Ruisseau Idigorria und
  - Ruisseau Sankoy,
- Ruisseau d’Ahunzola (auch Ruisseau de Letchartsu genannt).[4]

Folgende Gewässer entspringen auf dem Gemeindegebiet, entwässern aber über die spanische Grenze und damit indirekt nicht über den Adour:
- der Ibarrondoko Erreka mit seinem Nebenfluss
  - Gastarrétako Erreka,
- der Iratiko Erreka mit seinen Nebenflüssen
  - Olzaluréko Erreka mit seinem Nebenfluss
    - Ruisseau Chardéca,

  - Léherreko Erreka,
  - Uthurkokotséko Erreka und
  - Ourdanitzarrétako Erreka und
- der Erréka Idorra (auch Imitzéko Erreka genannt) mit seinem Nebenfluss
  - Pachoula Buztaneko Erreka.[4]

## Geschichte
Funde bei archäologischen Ausgrabungen belegen eine Existenz von Menschen seit der Urgeschichte in diesem Gebiet. Zahlreiche Erdhügel, Hügelgräber und Kromleche sind katalogisiert. Die Ausgrabungen sind insbesondere am Col de Bagargi und auf der Hochebene von Bogozabalaga bedeutend, wo Grabbeigaben aus der Bronzezeit gefunden wurden sowie zwei Grabplatten, die die Reste einer Grabkammer ans Licht brachten.
Larrau wurde 1174 erstmals im Zusammenhang mit dem Namen der Kirche in der Form Sanctus Johannes de Larraun erwähnt. Das Dorf war in jener Zeit ein Priorat des Klosters Sauvelade. Zwei Jahrhunderte später, im Jahre 1385, wurde Larrau als l’ospitau de Larraun erwähnt, ein Hinweis auf ein Hospital für Kaufleute, Reisende und Pilger nach Santiago de Compostela, die auf dem Weg über die Pyrenäen waren. Einige Jahrhunderte später spielte Larrau eine treibende Rolle bei der industriellen Revolution aufgrund der Hüttenbetriebe, die bis zu Beginn des 19. Jahrhunderts Eisen produzierten. Dies zeigte sich als unentbehrlich für die Aufstellung der französischen Armee am Ende des 18. Jahrhunderts im Rahmen des Ersten Koalitionskriegs gegen Spanien.

### Einwohnerentwicklung
Nach einem Höchststand von rund 1300 Einwohnern in der Mitte des 19. Jahrhunderts fiel die Einwohnerzahl bei kurzen Erholungsphasen bis heute auf unter 200 zurück.
| Jahr      | 1962 | 1968 | 1975 | 1982 | 1990 | 1999 | 2006 | 2009 | 2022 |
| --------- | ---- | ---- | ---- | ---- | ---- | ---- | ---- | ---- | ---- |
| Einwohner | 450  | 405  | 345  | 298  | 241  | 214  | 209  | 204  | 185  |

## Sehenswürdigkeiten

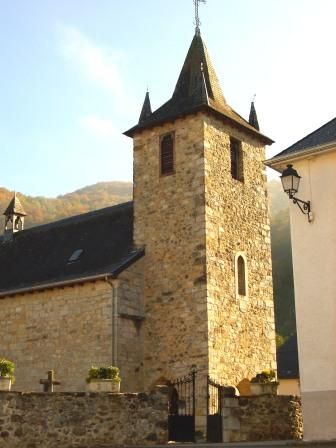
Pfarrkirche Saint-Jean-Baptiste von Larrau

- Pfarrkirche, Johannes dem Täufer geweiht. Sie wurde 1193 als Kapelle für das Hospital errichtet. Das kleine, rechteckige Langhaus wurde in der ersten Hälfte des 16. Jahrhunderts durch einen Glockenturm über dem Eingangsvorbau verlängert und durch zwei Seitenkapellen erweitert. Im Laufe der Hugenottenkriege beschädigt, wurde die Kirche im Jahre 1655 restauriert. Während der Französischen Revolution wurde das Gotteshaus als Schuppen für Viehfutter zweckentfremdet, anschließend aber als Pfarrkirche neu geweiht. Der Schlussstein der Wölbung des ersten Jochs zeigt eine Darstellung des Lamm Gottes, wie es von Johannes angekündigt wurde, inmitten einer Harmonie von Kurven, die zusammen eine Blume bilden. Die Inschrift rund um den Schlussstein bezeichnet die Huldigung an Mariana und ihren Ehemann Berterreix, dessen Name im Baskenland durch das Lied „Berterretxen khantoria“ aus dem 15. Jahrhundert, das älteste der Soule, bekannt ist. Der Schlussstein der Wölbung des zweiten Jochs zeigt einen Adler, das Evangelistensymbol des Johannes.[9] Oberhalb des Eingangs sind drei Steine, zwei in der Wand, einer als Schlussstein des Spitzbogens, mit Inschriften versehen. Der oberste enthält einen Text auf Latein, in dem im Wesentlichen die Erbauer der Kirche genannt werden. Der mittlere ist mit drei Schwertlilien, ein Symbol der Reinheit, verziert. Der dritte trägt neben der Jahreszahl „1655“, die mit dem Zeitpunkt der Restaurierung übereinstimmt, das Nomen sacrum IHS.[10] Der Altar mit Tabernakel und Altarretabel aus dem 17. oder 18. Jahrhundert, eine Statue, die Maria mit Jesuskind darstellt, aus dem 16. oder 17. Jahrhundert und ein Vortragekreuz aus dem 16. oder 17. Jahrhundert sind als nationale Kulturgüter registriert.[11]

- Kapelle Saint-Joseph. Sie ist 1636 von den Mönchen des Dorfes auf 1250 m Höhe erbaut, um Tag und Nacht Geistliche und Pilger zu empfangen. Vor der Französischen Revolution, in der sie geplündert wurde, war die Kapelle ein Ziel von Wallfahrten und Prozessionen der Pfarrgemeinden der Soule gewesen. 1861 erfolgte ein Neubau, 1993 wurde die Kapelle auf ihr Ursprungserscheinen restauriert, nachdem ein Teil unter der Schneelast eingefallen war.[12] Der Sturz über dem Eingang der Kapelle zeigt die Jahreszahlen der Errichtung (1656), des Neubaus (1861) und der Restaurierung (1993).[13] Eine Tafel an der Außenwand der Kapelle erinnert in baskischer Sprache an den Neubau von 1861 durch „Pfarrer ONNAINTY, mit der Hilfe von guten Christen“.[14]

## Wirtschaft und Infrastruktur

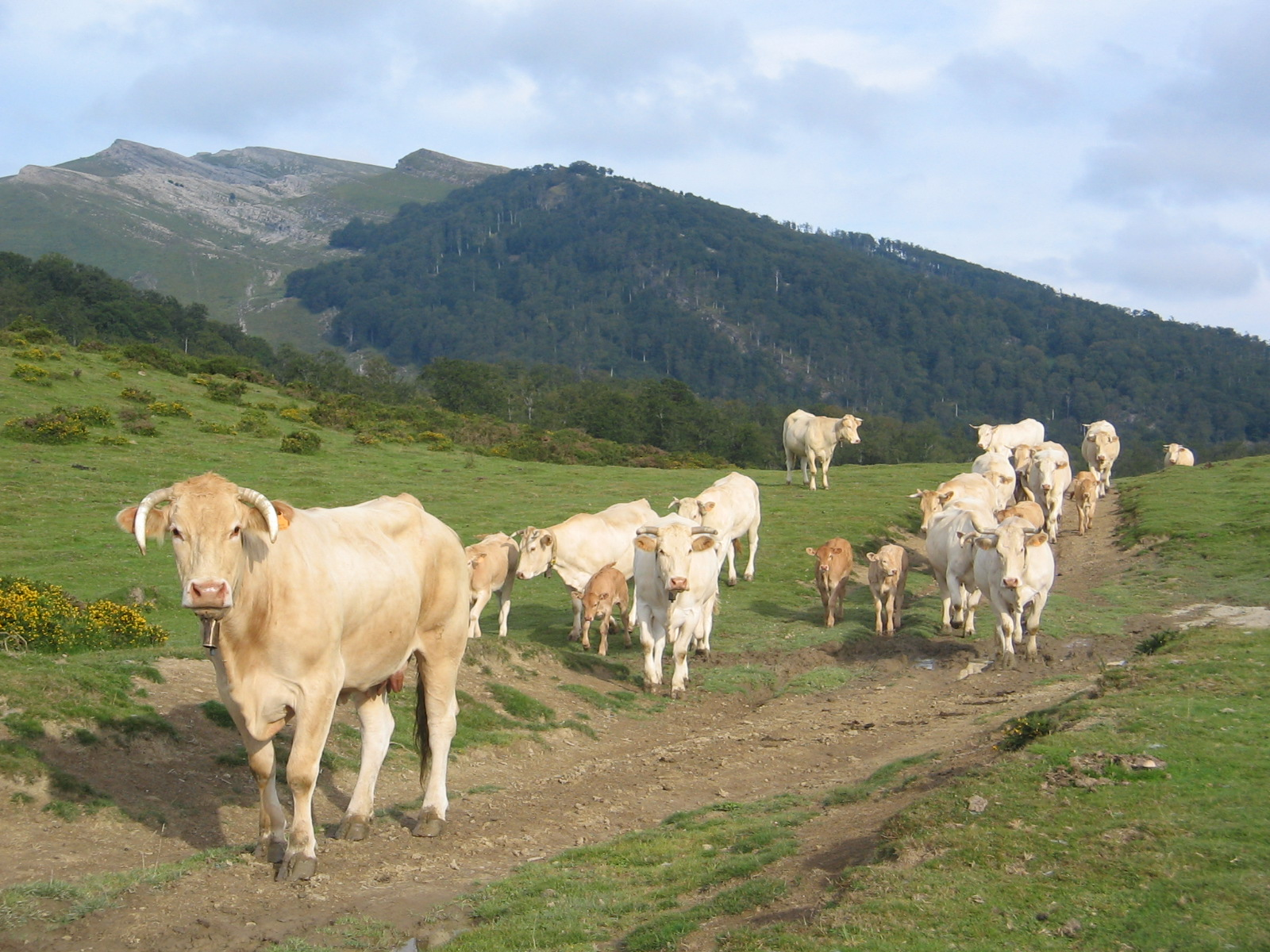
Kuhherde auf dem Organbidexka Pass

Die Landwirtschaft ist traditionell ein wichtiger Wirtschaftsfaktor der Gemeinde zusammen mit dem Tourismus, der von der geografischen Lage inmitten der Bergwelt profitiert. Larrau liegt in den Zonen AOC des Ossau-Iraty, eines traditionell hergestellten Schnittkäses aus Schafmilch, und des Schinkens „Kintoa“.

### Bildung
Die Gemeinde verfügt über eine öffentliche Grundschule.

### Sport und Freizeit
Die Gemeinde Larrau listet sechs „traditionelle“ Rundwege im Gemeindegebiet mit einer Länge zwischen 8 km und 17 km sowie sechs mehrtägige Wanderungen im Umland mit einer Länge von 45 km bis 235 km, die die Wandermöglichkeiten bei weitem nicht erschöpfen.
Die Schluchten von Holzarte und von Olhadubi sind dabei Ziele mehrerer dieser Wanderwege. Sie sind 80 Millionen Jahre alt und das Ergebnis von der Erosion der Gebirgsbäche. Ihre Beliebtheit ergibt sich aus einer beeindruckenden Fußgängerbrücke über einer Höhe von 150 m und einem Wasserfall. Die Hängebrücke ist zu Beginn des 20. Jahrhunderts gebaut worden, um die Bewirtschaftung des Waldes zu unterstützen, da man sonst nur über große Umwege zum Wald von Holzarte gelangt. Die Länge der Schluchten beträgt zwei Kilometer, ihre Tiefe zwischen 30 und 300 Meter.
Der Fernwanderweg GR 10 von Hendaye am Atlantik nach Banyuls-sur-Mer am Mittelmeer führt durch die Gemeinde.

### Verkehr
Larrau ist angeschlossen an die Routes départementales 19 und 26. Die D 26 endet an der Spanischen Grenze am Port de Larrau, einem Bergpass mit einer Höhe von 1573 m.

## Persönlichkeiten

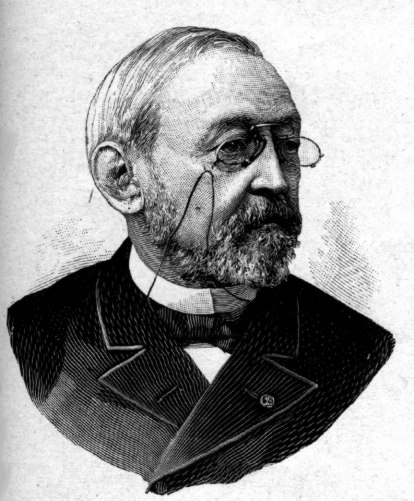
Porträt von Adrien Bayssellance aus dem Jahr 1850

- Jean-Bernard d’Uhart, geboren am 17. Juni 1765 in Uhart-Mixe, gestorben am 18. Mai 1834 in Sauguis, war Offizier, Politiker und Bauherr des Hüttenbetriebs in Larrau.

- Frédéric d’Abel oder eigentlich Friedrich Konrad von Abel, geboren am 15. Oktober 1780 in Stuttgart, gestorben am 25. Dezember 1855 in Urdos, war Ingenieur und Betreiber eines kleinen Hüttenbetriebs in Larrau, der Jean-Bernard d’Uhart gehörte.

- Adrien Bayssellance, geboren am 24. Mai 1829 in La Négrie, Ortsteil von Queyssac im Département Dordogne, gestorben am 25. Juli 1907 in Bordeaux, war Ingenieur der Meerestechnik, passionierter Bergsteiger und Bürgermeister von Bordeaux von 1888 bis 1892. Er veröffentlichte 1875 einen Artikel mit der Überschrift „Larrau und der Wald von Holçarté“ in der Zeitschrift Explorations pyrénéennes.

- Clémence Richard, geboren am 28. November 1830 in Larrau, gestorben am 14. November 1915 in London, war die zweite Ehefrau von Louis Lucien Bonaparte.

- Pierre Moureu, geboren am 24. August 1894 in Larrau, gestorben am 13. Mai 1962 in La Tronche, war ein Spieler der Rugby Union mit 17 Berufungen in die französische Nationalmannschaft zwischen 1920 und 1925.